# FRSAD
FRSAD (Functional Requirements for Subject Authority Data; Funkční požadavky na předmětová autoritní data)  je konceptuální entitně-relační model, který vypracovala Pracovní skupina pro Funkční požadavky na předmětové autoritní záznamy (The IFLA Working Group on Functional Requirements for Subject Authority Records (FRSAR)). Jde o model, který navazuje na konceptuální model FRBR (Funkční požadavky na bibliografické záznamy) a podrobněji rozpracovává model třetí skupiny entit FRBR: pojem, objekt, místo a akce, které slouží jako předměty díla (intelektuálního a uměleckého výtvoru) .
Účelem modelu je objasnit funkce předmětových autoritních dat s ohledem na uživatelské potřeby a nalézt možnosti pro sdílení a využití předmětových dat na mezinárodní úrovni. Finální verze modelu byla přijata v červnu 2010  , v roce 2011 vyšla studie modelu v knižní podobě .

## Entity v modelu FRSAD
Model obsahuje 10 základních entit definovaných v modelu FRBR a jednu entitu (rodina) definovanou v modelu FRAD – Functional Requirements for Authority Data (Funkční požadavky na autoritní data): dílo, vyjádření, provedení a jednotka; osoba, korporace a rodina; pojem, objekt, akce a místo. Navíc model obsahuje další dvě nové entity, které umožní lepší manipulaci s předmětnými entitami: nomen a thema.

### Thema
Thema je definovaná jako jakákoliv entita používaná jako předmět díla. Jde v podstatě o jakousi superentitu nebo super-třídu, která sobě zahrnuje entity ze všech tří skupin entit (FRSAD, 2010, kap. 3.4).

### Nomen
Entita nomen je definována jako jakýkoliv znak nebo sekvence znaků (alfanumerické znaky, symboly, zvuky atd.), pod nimiž je známo thema. Příklad: „love“, „∞“, „795.733“. (FRSAD, 2010, kap. 3.5).
Z obrázku vyplývá, že dílo může mít mnoho themat a naopak jakékoliv thema může být předmětem libovolného počtu děl. Thema může mít různá označení – různá nomina/nomens (v různých předmětových heslářích, tezaurech, jazycích). A nomina mohou ukazovat na různá themata. Například dílo Stephana Hawkinga Stručná historie času může mít několik themat: „kosmologie“, „teoretická fyzika“, „teorie velkého třesku“ atd. Existuje mnoho děl, které mohou mít jako předmět stejná themata a zároveň pro jakékoliv z themat (zde uvedených v češtině) existují další možná nomina v jiných jazycích a v různých řízených slovnících. (FRSAD, 2010, kap. 3.2).
Kromě vztahu dílo-thema, thema-nomen vyjádřeného v modelu FRSAD, Pracovní skupina definovala i vztahy thema-thema a nomen-nomen. Například dva nomens jsou ekvivalentní, pokud označují stejné thema.

## Uživatelské potřeby
Funkční požadavky na předmětové autoritní záznamy jsou definovány ve vztahu k uživatelským potřebám. Na základě dvou průzkumů uživatelských potřeb byly definovány následující potřeby při vyhledávání a využívání autoritních předmětových bází:
- Najít jeden nebo více předmětů a/nebo jejich označení, která korespondují se zadanými uživatelskými kritérii s použitím atributů a vztahů.
- Určit předmět a/nebo jeho označení založený na jeho atributech nebo vztazích (tj. rozlišit mezi dvěma či více předměty nebo jejich označeními s podobnými charakteristikami a potvrdit, že byl nalezen požadovaný předmět nebo jeho označení).
- Vybrat předmět a/nebo jeho označení odpovídající uživatelským potřebám.
- Prozkoumat vztahy mezi předměty a/nebo jejich označeními (např. prozkoumat vztahy pro lepší pochopení struktury oboru a jeho terminologie). (FRSAD, 2010, kap. 6.2)

## Potenciální uživatelé
Pracovní skupina identifikovala tyto potenciální skupiny uživatelů:
- informační profesionály, kteří vytvářejí a udržují předmětová autoritní data, včetně katalogizátorů a tvůrců řízených slovníků;
- informační profesionály, kteří vytvářejí a udržují metadata;
- referenční knihovníky a další informační profesionály, kteří vyhledávají informace jako zprostředkovatelé;
- koncové uživatele, kteří hledají informace, aby uspokojili své informační potřeby.